# Municipi de Piteå
Piteå (en suec: Piteå kommun) és un municipi del Comtat de Norrbotten, al nord de Suècia. El seu centre administratiu està situat a Piteå.

## Localitats
Hi ha 14 localitats (o àrees urbanes) al Municipi de Piteå:
| #  | Localitat    | Població |
| -- | ------------ | -------- |
| 1  | Piteå        | 22,650   |
| 2  | Bergsviken   | 2,317    |
| 3  | Rosvik       | 1,766    |
| 4  | Norrfjärden  | 1,423    |
| 5  | Hortlax      | 1,247    |
| 6  | Roknäs       | 1,242    |
| 7  | Jävre        | 572      |
| 8  | Lillpite     | 454      |
| 9  | Böle         | 418      |
| 10 | Hemmingsmark | 398      |
| 11 | Sjulsmark    | 369      |
| 12 | Svensbyn     | 362      |
| 13 | Blåsmark     | 332      |
| 14 | Sikfors      | 211      |

El centre administratiu és en negreta

## Agermanaments
El Municipi de Piteå manté una relació d'agermanament amb les següents localitats:
- Grindavík, Islàndia
- Kandalaksha, Rússia
- Saint Barthélemy (una col·lectivitat d'ultramar de França)

## Fills il·lustres
- Lina Andersson, esquiador
- Nicolai Dunger, artista
- Nils Edén, polític
- Tomas Holmström, jugador d'hoquei sobre gel
- Niklas Jonsson, esquiador
- Liza Marklund, escriptor
- Stefan Persson, jugador d'hoquei sobre gel
- Mikael Renberg, jugador d'hoquei sobre gel
- Daniel Solander, botànic
- Mattias Öhlund, jugador d'hoquei sobre gel